# Gloksinija
Gloksinija (hrv. kelikerija, po sinonimu Koellikeria; lat. Gloxinia), biljni rod iz porodice gesnerijevki sa 5 vrsta trajnica rasprostranjenih po tropskoji Južnoj Americi. Dio je podtribusa Gloxiniinae.

## Opis roda
Rod Gloxinia sastoji se od v frsta kojde proizvode cvjetove u grozdu, s pojedinačnim cvjetovima povezanim sa smanjenim listovima/pricvjetnim listovima, a uobičajeni cime s parnim cvjetovima smanjen je na jedan cvijet. Iako su inače prilično različite (osobito u veličini biljaka i cvijeća), nedavna filogenetska istraživanja potvrdila su njihovu međusobnu srodnost. Primarno su rasprostranjeni u Andama Južne Amerike, iako se G. erinoides proteže u Srednju Ameriku do Kostarike. G. perennis se široko uzgaja i naturalizirao je u mnogim tropskim područjima.
Mnoge vrste koje su ranije bile grupirane u ovaj rod prenesene su drugamo. Konkretno, skupina vrsta s uglavnom crvenim cjevastim cvjetovima prenesena je u rod Seemannia. Iako imaju određene afinitete s Gloxinia, oni su bliskije povezani i sličniji jedni drugima nego vrstama koje su jasno unutar Gloxinije.
Gloxinia erinoides je ranije bila poznata kao Koellikeria erinoides. Gloxinia xanthophylla prije je bila poznata kao Anodiscus xanthophyllus.
Gloxinella i Gloxiniopsis su rodovi s nekim prividnim sličnostima s Gloxinia. Međutim, niti jedno nije usko povezano s ovim rodom.

## Vrste
1. Gloxinia alterniflora A.O.Araujo & Chautems
2. Gloxinia erinoides (DC.) Roalson & Boggan
3. Gloxinia major (Fritsch) C.A.Zanotti & Lizarazu
4. Gloxinia perennis (L.) Druce
5. Gloxinia xanthophylla (Poepp.) Roalson & Boggan

## Sinonimi
- Escheria Regel
- Eucolum Salisb.
- Fiebrigia Fritsch
- Fritschiantha Kuntze
- Koellikeria Regel
- Orthanthe Lem.
- Salisia Regel
- Anodiscus Benth.